# ماك أو إس هاي سييرا
ماك أو إس هاي سييرا (بالإنجليزية: macOS High Sierra)‏ هو الإصدار الرئيسي الثالث عشر من أو إس إكس من نظام أبل للخوادم وحواسيب ماكنتوش، تم الإعلان عنه في مؤتمر آبل العالمي للمطورين والذي عقد في 5 يونيو 2017 ليكون وريث ماك أو إس سييرا. ومن أجل تطابق أسماء برمجيات أبل المتعددة مثل watchOS وtvOS. وهو الإصدار الثاني الذي يحتوى على ماك أو إس، بعدما تم الاستغناء عن ماك أو إس 10 (OS X) و الاكتفاء بإضافة ماك أو إس.
سمي «ماك أو إس سييرا العليا» بذلك للإشارة إلى المنطقة سلاسل جبال سييرا نيفادا المشهورة بارتفاعها في ولاية كاليفورنيا بالولايات المتحدة الأمريكية. كما هو الحال مع سنو ليوبارد، ماونتن لايون وإل كابيتان. وهي تسمية اختارتها شركة أبل وذلك لأن هذا النظام بشكل رئيس يركّز على تحسين الأداء وإضافة التكنولوجيا الجديدة بدلا من مميزات المستخدم، والتي ستساعد المستخدم بطرق غير مباشرة.